# Química alimentar

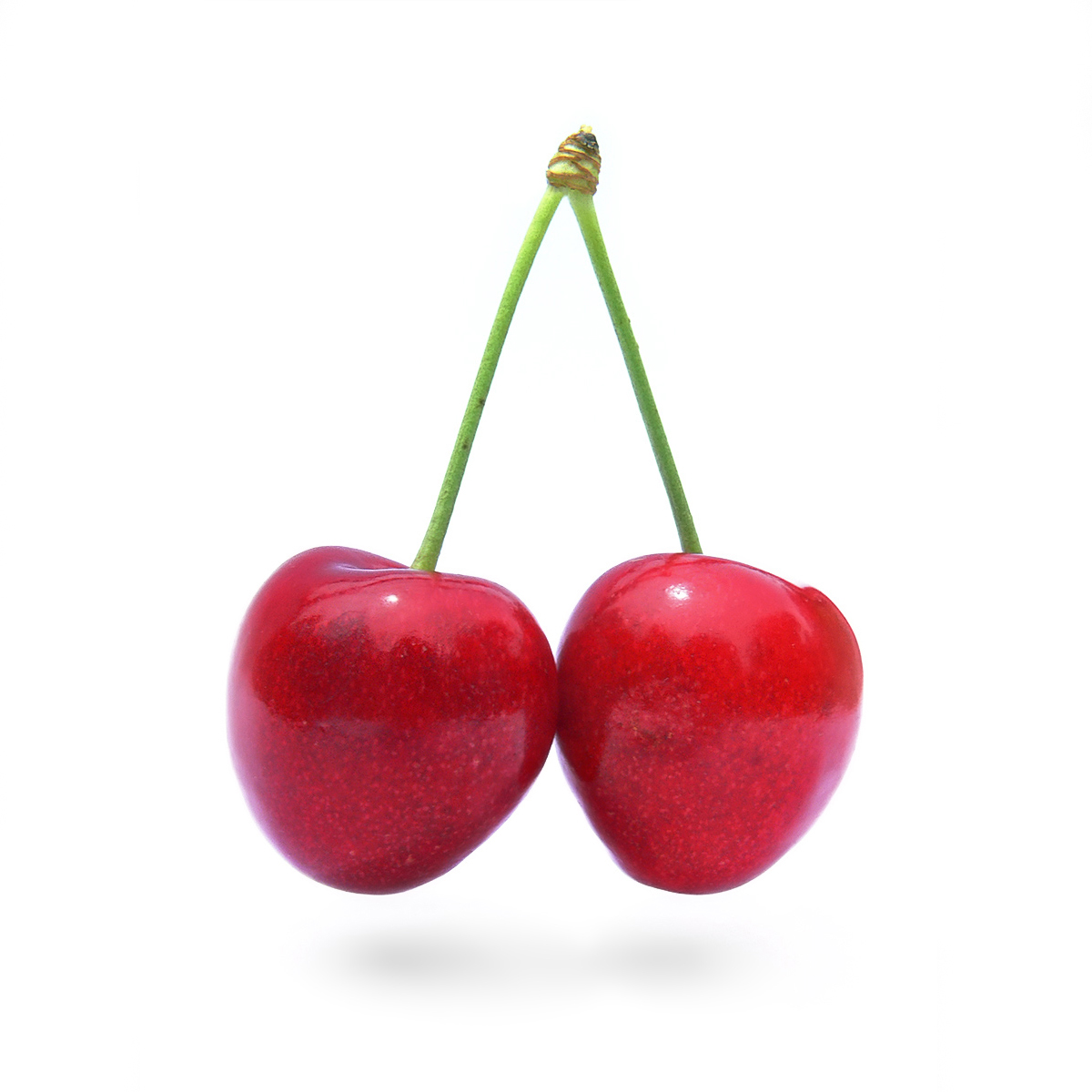
O estudo de pigmentos naturais como a cianidina, que é um dos principais pigmentos da cereja, é um dos focos da química de alimentos.

A Química alimentar, também referida como Química de Alimentos é um campo do conhecimento no qual é estudada química do processamento de alimentos e as interações de todos os componentes biológicos e não biológicos destes. Assim ela se baseia nos princípios da físico-química, química orgânica, química analítica e bioquímica, enfatizando os conceitos químicos necessários para estabelecer as relações entre composição química e as propriedades funcionais, nutricionais e organolépticas de um alimento.
Os componentes biológicos incluem itens como carne,leite, grãos, açúcares, frutas, legumes, entre outras. Em boa parte é similar à bioquímica, pois os principais componentes dos alimentos são os carboidratos, as proteínas e os lipídios. No entanto, também são estudados a água, as vitaminas, os minerais, as enzimas, os aditivos alimentares, como aromas, corantes, emulsificantes, entre outros.
Esta área do conhecimento também inclui o estudo do comportamento e da transformação dos componentes dos alimentos durante o processamento e armazenamento.

## Água
É o mais importante componente dos alimentos, a qual pode passar de 50% em produtos cárneos até 95% em alface, pepino e em tomate e derivados. É um componente fundamental também por sua importância para o desenvolvimento microbiano e para as reações químicas que ocorre nos alimentos. Uma maneira de medir a água em alimentos é através da atividade de água (Aw), um fator muito importante na conservação de alimentos. de modo geral, quanto menor o Aw, menor a taxa de crescimento microbiano e reações químicas nos alimentos. Alguns dos principais métodos de conservação dos alimentos está baseado na desidratação dos alimentos, ou seja, secagem, concentração e liofilização.

## Carboidratos

Sacarose: açúcar de mesa comum. É provavelmente o carboidrato mais familiar.

Compreende aproximadamente 75% da biomassa terrestre e 80% da alimentação humana, sendo que o mais comum é o amido. A versão simples de um carboidrato é um monossacarídeo os quais possuem uma proporção de carbono, hidrogênio e oxigênio de 1:2:1 sob a fórmula geral de CnH2nOn onde n é no mínimo 3. A glicose e a frutose estão entre os monossacarídeos mais comuns, os quais, quando combinados formam a sacarose, que é o açúcar de mesa. Uma cadeia de monossacarídeos forma um polissacarídeo, que é um carboidrato de alto peso molecular. Nesta categoria estão a pectina, a quitina, a celulose, o ágar, a goma xantana, entre outros.
O teor de açúcares de baixo são geralmente medidos em graus brix.

## Lipídios

estrutura básica de um triacilglicerol, forma predominante dos lipídios.

O termo lipídios compreende um grande número de moléculas de diferentes funções orgânicas que possuem como características comuns o fato de terem origem biológica e serem praticamente insolúveis em água por serem apolares. Este grupo inclui as ceras, os ácidos graxos, fosfolipídios, esfingolipídios, glicolipídios, terpenóides, entre outros. Alguns lipídios são moléculas lineares alifáticas, enquanto outras apresentam estrutura anelas, podendo alguns serem aromáticos.
A maior parte dos lipídios possuem uma porção polar, embora, geralmente, sua estrutura seja predominantemente apolar, significando que não interagem com compostos polares como a água. As estruturas polares, quando presentes, fazem com que alguns, como é o caso dos fosfolipídios, sejam compostos anfifílicos.
Os lipídios em alimentos são divididos em dois grupos, os óleos e as gorduras, sendo que o primeiro grupo são líquidos e o segundo grupo são sólidos à temperatura ambiente. Os óleos são em geral de origem vegetal como os provenientes de grãos oleaginosos como milho, algodão, girassol, canola, soja, gergelin, etc. Já as gorduras são, em geral, de origem animal como a manteiga, a banha e o sebo, embora algumas também podem ser de origem vegetal como os do coco e cacau.

## Proteínas

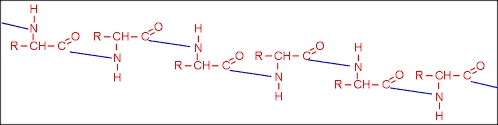
Parte de uma cadeia proteica mostrando as ligações peptídicas.

As proteínas compõem mais de 50% do peso seco de uma célula e são um grupo diversificado de complexas macromoléculas cujas unidades formadoras básicas são os aminoácidos. Possuem funções fundamentais na estrutura e no funcionamento das células. Seus constituintes básicos são o carbono, nitrogênio, oxigênio, hidrogênio e um pouco de enxofre, elas também podem conter, mas em quantidades bem inferiores, ferro, cobre, fósforo ou zinco.
Nos alimentos, as proteínas são de fundamental importância tanto no aspecto nutricional, fornecendo aminoácidos, como para o desenvolvimento de características importantes como textura e reologia.

## Vitaminas

Riboflavina (ou Vitamina B_{2}), pertencente á categoria das hidrossolúveis.

Vitaminas são nutrientes necessários em pequenas porções para um bom funcionamento do metabolismo. Elas são divididas em dois grupos básicos: as hidrossolúveis, ou seja, solúveis em água, como as vitaminas C e as do complexo B, e as lipossolúveis, ou solúveis em lipídios, como as vitaminas A, D e E. Uma ingestão adequada de vitaminas pode prevenir doenças como beribéri, anemia, e escorbuto enquanto uma dose excessiva pode produzir outros distúrbios como náuseas, vômitos e até a morte.
Algumas vitaminas como a C e a E são reconhecidos antioxidantes alimentares, sendo muitas vezes usados pela indústria alimentícia com esse fim.